# Pyrrhogyra undine
Pyrrhogyra undine är en fjärilsart som beskrevs av Rudolf Bargmann 1929. Pyrrhogyra undine ingår i släktet Pyrrhogyra och familjen praktfjärilar. Inga underarter finns listade.